# Д’Аренберг, Проспер Луи
Принц (князь) Проспер Луи (Проспер Людвиг) Д’Аренберг (фр. Prosper-Louis d'Arenberg; 28 апреля 1785, Ангьен, Эно — 27 февраля 1861, Брюссель) — 7-й герцог д'Аренберг, суверен герцогства  Аренберг-Меппен в 1803—1810 годах, свояк Наполеона и полковник наполеоновской армии, пожизненный член верхних палат парламентов Ганновера (с 1840) и Пруссии (с 1847), претендент на бельгийский престол (1831).

## Биография
Сын герцога Луи Пьера Анжельбера Д’Аренберга (1750—1820), суверена герцогства Аренберг и Луизы Полины Бранкас, дочери французского аристократа герцога де Виллара (1733—1824). Родился в 1785 году в семейном замке Энгиен (Анген) на территории современной Бельгии (при этом титул герцогов Энгиенских оставался в другом роду — принцев Конде, даже несмотря на то, что сам Энгиен ещё при Генрихе IV был продан принцам Аренбергам).
В 1794 году в герцогство Аренберг вторглись французские революционные войска и герцогство Аренберг было аннексировано Францией. Официально эта аннексия была узаконена Люневильским мирным договором, причём, в качестве компенсации за утраченное герцогство на территории современной Бельгии, Аренберги получили от Наполеона новые суверенные владения на территории Германии: город Меппен с округой, округ Фест-Рекклингхаузен с городом  Рекклингхаузен и город Дюльмен с округой.
Из этих территорий было создано новое герцогство — Аренберг-Меппен. В 1803 году старший герцог, Луи Пьер, уступил суверенные права на свои оставшиеся владения старшему сыну, Луи Просперу.
В 1806 году герцогство Аренберг-Меппен стало членом Рейнского союза.
В 1808 году в герцогстве была отменена личная крепостная зависимость. В 1809 году в качестве основного закона в герцогстве был введён кодекс Наполеона. Столицей Аренсберг-Меппена был Рекклингхаузен, где Луи Проспер основал больницу, до сих пор носящую его имя.
Тот, со своей стороны, был вполне лоялен Наполеону, и в сентябре 1806 года сформировал и снарядил за свои средства легкоконный кавалерийский полк, во главе которого принял участие в войне против Пруссии в 1806 году. Весной 1807 года этот полк нёс в составе войск маршала Брюна был отправлен в Шведскую Померанию.
В 1810 году Наполеон аннексировал новое владение Аренбергов — герцогство Аренберг-Меппен - и включил его частично в состав Франции, а частично в состав Великого герцогства Берг.
Сам Аренберг во главе своего полка в это время (с 1808 года) сражался в Испании. В 1811 году в неудачном для французов сражении при Арройо дос Молинос, где отдельная дивизия генерал Жирара была опрокинута британцами Роланда Хилла, Аренберг был ранен и попал в британский плен. Только в 1814 году, с окончанием Наполеоновских войн, он был освобождён и вернулся в Бельгию.
На Венском конгрессе младшему Аренбергу припомнили его союз с Наполеоном. Герцогство Аренберг-Меппен было повторно разделено — теперь между Пруссией и Королевством Ганновер. Рекклингхаузен отошёл к Пруссии. Права на остальные земли и титулы Луи Проспер был вынужден вновь уступить отцу.
В 1820 году скончался его отец, и Луи Проспер стал наследником титулов и обширной собственности. О суверенитете, даже самом номинальном, речи уже не шло, однако, в качестве компенсации принц Аренберг стал потомственным пожизненным членом верхней палаты парламентов Ганновера и Пруссии, получил право содержать почётный кавалерийский эскорт и 13 500 талеров ежегодной ренты за утраченные владения. В этот период герцог Аренберг проживал в основном в Брюсселе в собственном дворце, известном обширной коллекцией картин.
В 1831 году, после Бельгийской революции, в результате которой Бельгия обрела независимость от Нидерландов, в состав которых входила с 1814 года, Папа Римский предложил кандидатуру Аренберга в качестве нового короля Бельгии, однако, она была отклонена.
Скончался в 1861 году в Брюсселе.

## Браки и дети
В 1808 году Луи Просперу был навязан брак со Стефанией (Стефани) Таше де ла Пажери, племянницей императрицы Франции Жозефины (в первом браке Богарне, урождённой Таше де ла Пажери). Род Таше де ла Пажери являлся дворянским и древним, но нетитулованным и (до брака Жозефины с Наполеоном) достаточно захудалым. Герцог, по всей видимости, согласился на этот брак только ради того, чтобы упрочить своё положение, и в дальнейшем не ладил с женой.
В 1816 году принц Аренберг добился официального аннулирования своего брака со Стефанией (сославшись при этом на её бездетность) и спустя три года, в 1819 году, женился на австрийской аристократке чешского происхождения — княгине Марии Людмиле Розе фон Лобковиц, дочери принца Антонина Исидора фон Лобковица. У них родилось девять детей, шестеро из которых достигли совершеннолетия:
- Луиза Паулина Сидония (1820—1853), замужем не была, потомства не оставила.
- Мария Флора (1823—1861), замужем за итальянским аристократом князем Камилло Альдобрандини (1816-1902), 4 детей
- Энгельберт Август , 8-й герцог Д’Аренберг (1824—1875), женат на своей троюродной сестре Марии-Элеоноре Д’Аренберг (1845-1919), 5 детей
- Антон Франц (1826-1910), женат на Марии Гилен де Мерод (1830—1892), 6 детей, внук Жан Энгельберт фон Аренберг (1921–2011), 12-й герцог Аренберг, который стал наследником после угасания ветви Энгельберта-Августа.
- Карл Мария Йозеф (1831—1896), женат на венгерской аристократке Юлии Хуньяди де Кетей (1831—1919), вдове сербского князя Михала Обреновича, брак бездетный
- Йозеф Леонард (1833—1896), женат на Франциске Лихтенштейнской (1833—1894), дочери князя Карла Франца фон Лихтенштейна,  одна дочь Франциска (1867—1867).

Герцог Проспер умер 27 февраля 1861 года в возрасте 75 лет в Брюсселе. Его титул унаследовал его старший сын Энгельберт Август.